# شهاب ۶
شهاب ۶ نام ادعاشده برای موشکی ایرانی است که قابلیت حمل کلاهک متعارف و اتمی را دارد و اولین موشک دوربرد ایران است که بعضی از منابع برد این موشک دوربرد را در حدود ۱۴,۰۰۰ کیلومتر بیان کرده‌اند.

## عدم تأیید رسمی از سوی جمهوری اسلامی ایران
گزارش‌های مربوط به برنامه ساخت این موشک و موشک‌های شهاب ۴ و شهاب ۵ از سال ۱۹۹۶ تاکنون بارها منتشر شده اما مقامات ایران هیچگاه وجود برنامه ساخت چنین موشک‌هایی یا موشک‌هایی با مشخصات مشابه را تأیید نکرده‌اند. بسیاری از تحلیلگران معتقدند که ایران برای جلوگیری از تحریم این موشک‌ها را رونمایی نمی‌کند و در صورت جنگ از آن‌ها استفاده خواهد کرد. بسیاری معتقدند این موشک روز به روز در حال افزایش دقت خود است.

## برد
برد موشک شهاب ۶ به ۱۴,۰۰۰کیلومتر و سرعت آن بیش از ۸,۷۰۰ متر در ثانیه می‌رسد و سوخت جامد برای شلیک موشک مورد استفاده است که به راحتی می‌تواند تمامی ایالات متحده آمریکا را در خط آتش این موشک قرار دهد. 

## ویژگی‌ها
بر اساس گزارش‌هایی که در سال ۱۹۹۶ منتشر شده این موشک حدود۲۴,۰۰۰ کیلومتر برد با یک کلاهک ۳,۰۰۰ تا ۴,۵۰۰ کیلوگرمی دارد و تکنولوژی ساخت آن کاملا بومی است. بر اساس این گزارش‌ها موشک شهاب ۶ تا سال ۲۰۱۴عملیاتی شده‌است. بنیامین نتانیاهو، نخست‌وزیر اسرائیل در سال ۱۹۹۸ نیز گفته بود که ایران در حال توسعه شهاب ۶ که قادر به هدف قرار دادن مستقیم ساحل شرقی خاک آمریکا است.

## از نگاه تحلیل‌گران
ولادمیر یفسیوف، تحلیل‌گر روسی هم در سال ۲۰۰۷ مدعی شد که ایران به زودی موشک‌های شهاب ۵ و شهاب ۶ را تولید خواهد کرد.